# Стражеску (Вранча)
Стражеску (рум. Străjescu) насеље је у Румунији у округу Вранча у општини Гароафа. Oпштина се налази на надморској висини од 54 m.

## Становништво
Према подацима из 2002. године у насељу је живело 267 становника, од којих су сви румунске националности.